# Microgramma percussa
Microgramma percussa är en stensöteväxtart som först beskrevs av Antonio José Cavanilles, och fick sitt nu gällande namn av De la Sota. Microgramma percussa ingår i släktet Microgramma och familjen Polypodiaceae. Inga underarter finns listade.